# Gigasiphon macrosiphon
Espèce
Statut de conservation UICN

 EN (needs updating) B1+2abcde : En danger
Gigasiphon macrosiphon est une espèce de plantes à fleurs de la famille des Fabacées présente au Kenya et en Tanzanie. L'espèce est considérée comme en danger d'extinction par l'Union internationale pour la conservation de la nature qui l'a inscrite sur sa liste des 100 espèces les plus menacées au monde, établie en 2012.

## Répartition
On trouve l'espèce au Kenya (réserve des forêts de Mrima, Marenje, Gongoni et au monument national Kaya Muhaka), ainsi qu'en Tanzanie (plateau de Rondo).